# قرار مجلس الأمن التابع للأمم المتحدة رقم 123
كان قرار مجلس الأمن الدولي رقم 123 قد تم تبنيه في 21 فبراير عام 1957 بعد أن اشتد النزاع حول جامو وكشمير. وطلب المجلس أن يقوم رئيس مجلس الأمن بزيارة شبه القارة وأن يقوم، إلى جانب حكومتي الهند وباكستان، بدراسة أي مقترحات من شأنها أن تسهم في حل النزاع. وطلب المجلس أن يقدم تقريرا إليهم في موعد أقصاه 15 أبريل، وأن يكون التقرير الناتج عن ذلك هو الأساس الذي استند إليه قرار مجلس الأمن التابع للأمم المتحدة رقم 126 الذي اعتمد في ديسمبر من العام نفسه.
وقد اعتمد القرار بأغلبية عشرة أصوات مقابل لا شيء؛ وامتنع الاتحاد السوفيتي عن التصويت.